# Susan Lindauer
 (janvier 2012).
Si vous disposez d'ouvrages ou d'articles de référence ou si vous connaissez des sites web de qualité traitant du thème abordé ici, merci de compléter l'article en donnant les références utiles à sa vérifiabilité et en les liant à la section « Notes et références ».
Susan Lindauer, née le 17 juillet 1963, est une journaliste américaine, auteur et militante anti-guerre. Elle a été arrêtée en 2004, accusée d'avoir conspiré pour agir comme un lobbyiste non enregistré pour les services de renseignement irakiens et de s'engager dans des transactions financières interdites impliquant le gouvernement de l'Irak sous Saddam Hussein. Elle a été jugée mentalement inapte à subir son procès dans deux audiences distinctes et toutes les charges ont été abandonnées en 2009.

## Biographie
Elle est la fille de John Howard Lindauer II (en), éditeur et ancien candidat républicain au poste de gouverneur de l'Alaska. Sa mère, Jackie Lindauer (1932-1992), mourut d'un cancer en 1992. En 1995, son père a épousé Dorothy Oremus, avocate de Chicago, qui, avec d'autres membres de sa famille possédait la plus grande entreprise de ciment dans le Middle west.
Elle est aussi la cousine au second degré de Andrew Card, ancien chef de cabinet de la Maison-Blanche auprès du président George W. Bush, qu'elle dit avoir tenté de prévenir à plusieurs reprises des menaces d'attentats sur le World Trade Center par détournement d'avion de ligne en août 2001.
Elle a été arrêtée en 2004, accusée d'avoir comploté pour agir comme un lobbyiste non enregistré pour les services de renseignement irakiens et de s'engager dans des transactions financières interdites impliquant le gouvernement de l'Irak sous Saddam Hussein. Susan Lindauer a été la seconde personne d'origine américaine à avoir été poursuivie en vertu du Patriot Act aux États-Unis. Elle a été jugée mentalement inapte à subir son procès dans deux audiences distinctes et toutes les charges ont été abandonnées en 2009.
- ce : La conspiration ultime pour taire la vérité !, Paris, 20 cœurs  (ISBN 2954434732) traduction française du livre.